# Воррен (Вермонт)
Воррен (англ. Warren) — місто (англ. town) в США, в окрузі Вашингтон штату Вермонт. Населення — 1977 осіб (2020).

## Демографія
Згідно з переписом 2010 року, у місті мешкало 1705 осіб у 771 домогосподарстві у складі 426 родин. Було 2232 помешкання
Расовий склад населення:
| - 97,1 % — білих - 0,4 % — чорних або афроамериканців - 0,4 % — азіатів - 0,3 % — корінних американців - 0,1 % — вихідців з тихоокеанських островів |

До двох чи більше рас належало 1,5 %. Частка іспаномовних становила 1,4 % від усіх жителів.
За віковим діапазоном населення розподілялося таким чином: 22,3 % — особи молодші 18 років, 63,0 % — особи у віці 18—64 років, 14,7 % — особи у віці 65 років та старші. Медіана віку мешканця становила 45,2 року. На 100 осіб жіночої статі у місті припадало 105,9 чоловіків;  на 100 жінок у віці від 18 років та старших — 108,0 чоловіків також старших 18 років.
Середній дохід на одне домашнє господарство  становив 105 337 доларів США (медіана — 66 250), а середній дохід на одну сім'ю — 131 581 долар (медіана — 77 857). Медіана доходів становила 53 068 доларів для чоловіків та 43 929 доларів для жінок. За межею бідності перебувало 7,2 % осіб, у тому числі 16,0 % дітей у віці до 18 років та 1,8 % осіб у віці 65 років та старших.
Цивільне працевлаштоване населення становило 910 осіб. Основні галузі зайнятості: освіта, охорона здоров'я та соціальна допомога — 16,5 %, фінанси, страхування та нерухомість — 14,5 %, мистецтво, розваги та відпочинок — 14,3 %.